# Radier
Le radier est une base ou une plateforme stable sur laquelle reposent d’autres éléments. L’architecture de cette plateforme dépend du contexte où elle est utilisée.

## Construction immobilière
Dans la construction immobilière, le radier est une plateforme maçonnée qui est la base de départ d’un bâtiment et qui sert d’assise stable à l’ensemble de la construction. 

### Constructions anciennes

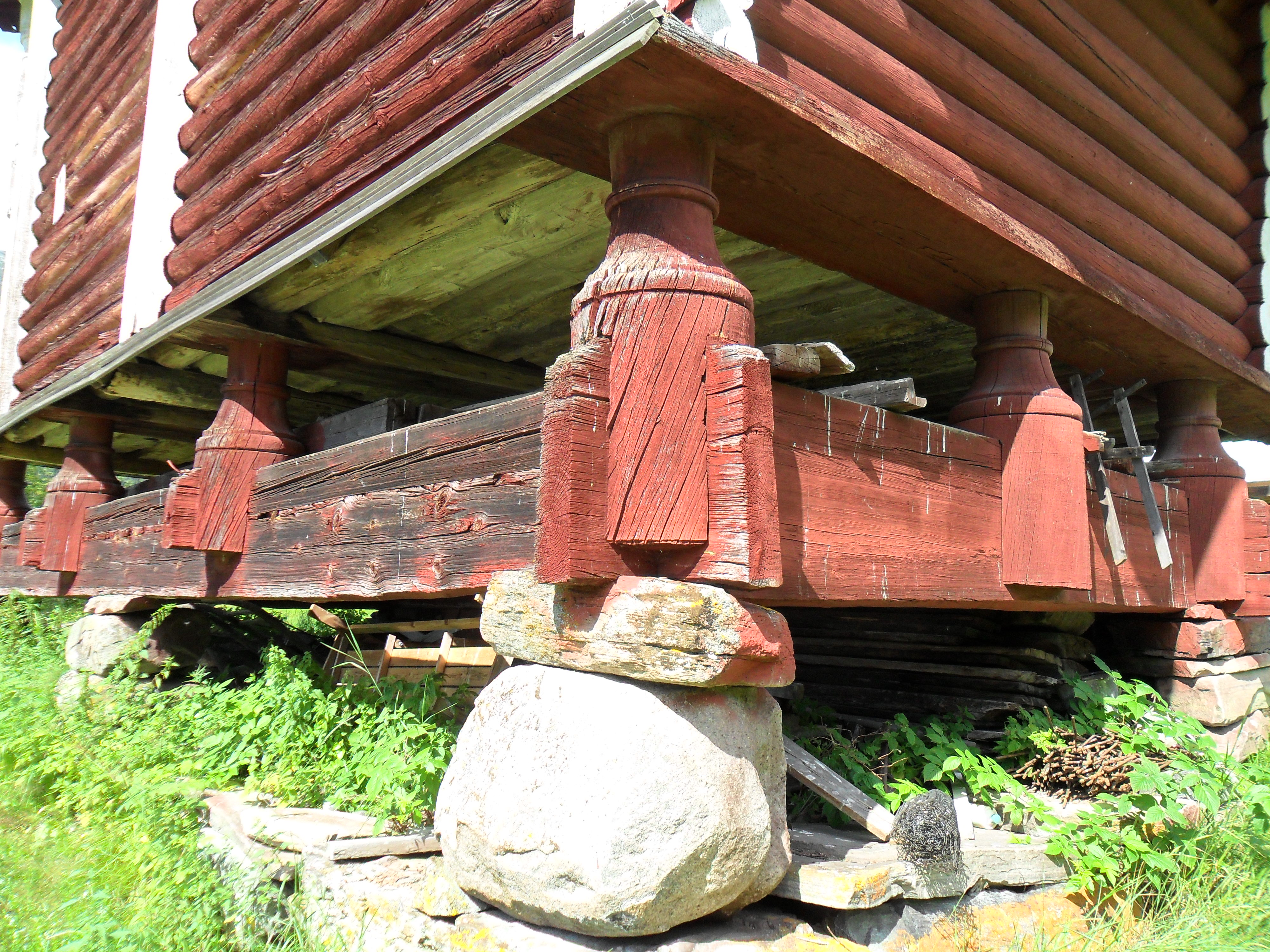
Radier en bois d'une construction en Norvège

Dans la préhistoire, les hommes, pour se défendre des intrus, construisaient des maisons sur pilotis au-dessus des eaux des lacs ; puis, dans les zones marécageuses et les lagunes, ils créèrent des îles artificielles, en enfonçant profondément dans la vase des pieux de bois qu’ils recouvraient de pierres maçonnées, de façon à obtenir un radier sur lequel était édifiée leur cité.
- Dans la construction des écluses, le radier pouvait être constitué de pierre de taille ou de forts libages[1].
- La ville bien connue de Venise, ou la Tour Saint-Nicolas de la Rochelle nécessitèrent la pose d’un radier sur des pieux de chêne pour assurer leur stabilité.
- En anglais, radier se traduit par sill. En Nouvelle-France et en Louisiane française, une sole (sill plate) est le terme utilisé pour désigner la partie du radier qui est en bois. Ainsi pour une fondation stable en terrain meuble, on utilisait la technique du poteau sur sole.

### Constructions contemporaines
Sur des terrains peu stables qui interdiraient la construction sur de simples fondations, ou pour assurer une bonne isolation avec le sol, la construction d’un radier en béton ferraillé posé sur un lit isolant permet la répartition des charges sur le terrain.
La réalisation d'un radier nécessite une étude de béton armé préalable. 
La technicité du radier est souvent sous-estimée et il n'est pas rare de trouver des radiers de dimensions inappropriées et donc plus dangereux qu'utiles.

## Construction fluviale
Dans la construction fluviale, le radier est une plateforme maçonnée sur laquelle est édifié un ouvrage hydraulique (pont, barrage…) pour lutter contre l’érosion de l’eau.
- les piles des travées de ponts reposent chacune sur un radier. Dans certains cas où l’érosion est trop importante par rapport à la nature des sols, le radier est d’une seule pièce et occupe toute la largeur du fleuve afin de représenter un ensemble compact[2].

- pour les barrages, les seuils, les écluses ou les pertuis, le radier sert d’assise indéformable. Construit en pierres maçonnées jusqu’à la fin du XIXe siècle, il devint ensuite plus résistant par l’emploi du béton armé.

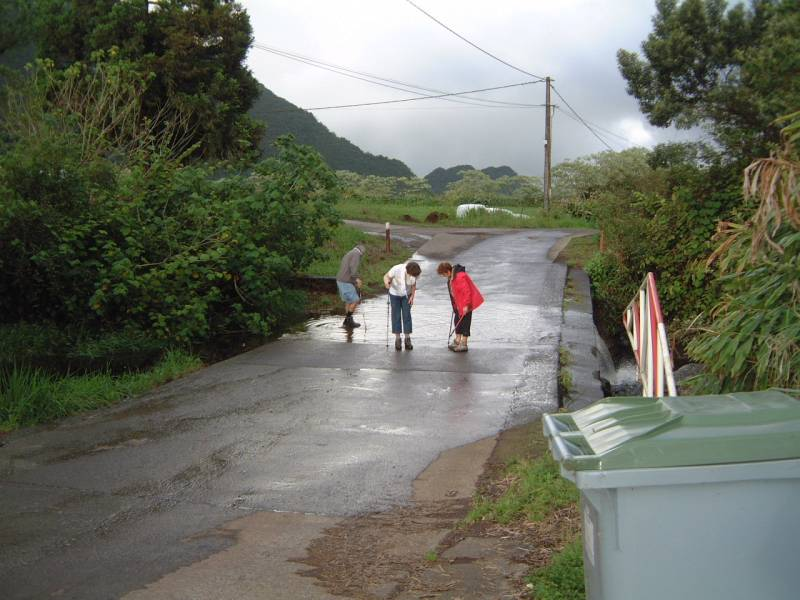
Radier sur une rivière de l’île de la Réunion

- sous forme d'un passage empierré ou bétonné au fond d’une rivière temporaire permettant de passer à gué une ravine, ce type de radier se rencontre fréquemment soit dans des zones où la construction d’un pont ne se justifie pas, soit parce que des crues subites et violentes qui ravinent le terrain mettraient en péril la stabilité d’un pont.

Ces passages en creux des rivières se situent dans des zones à pluviométrie abondante sur une courte période, comme l’Afrique, les Antilles ou La Réunion. En cas de crue, des panneaux précisent le danger et interdisent tout passage.

## Réalisation d'un radier
Pour réaliser un radier, il faut respecter plusieurs étapes :
- Le terrassement du sol de manière à obtenir une surface la plus plane possible.
- Le ferraillage. Le plus souvent, on pose un film plastique au sol pour assurer l'étanchéité. Une première nappe de treillis soudés est positionnée sur des cales servant à assurer l'enrobage des aciers. Des écarteurs en aciers sont placés sur la première nappe pour en supporter une deuxième. L'ensemble est ligaturé à l'aide de liens en acier.
- Le coulage du béton. On utilise un malaxeur (camion) pour couler le béton du radier. Quand les aciers sont très rapprochés, il faut utiliser un béton très fluide ou auto-nivelant.

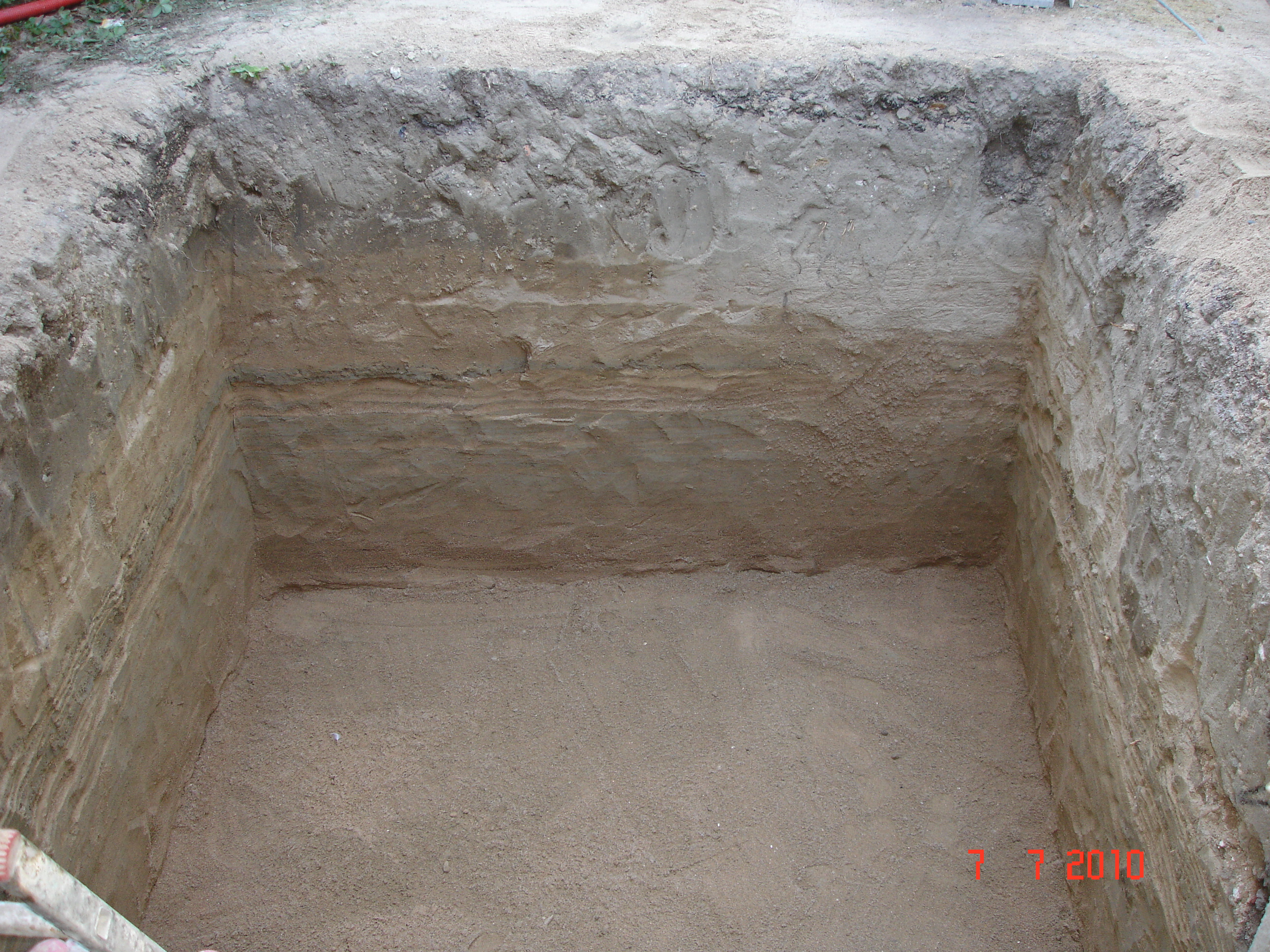
Le terrassement est achevé, prêt à accueillir le radier. Aucun blindage dans cette excavation n'empêche l'ensevelissement.
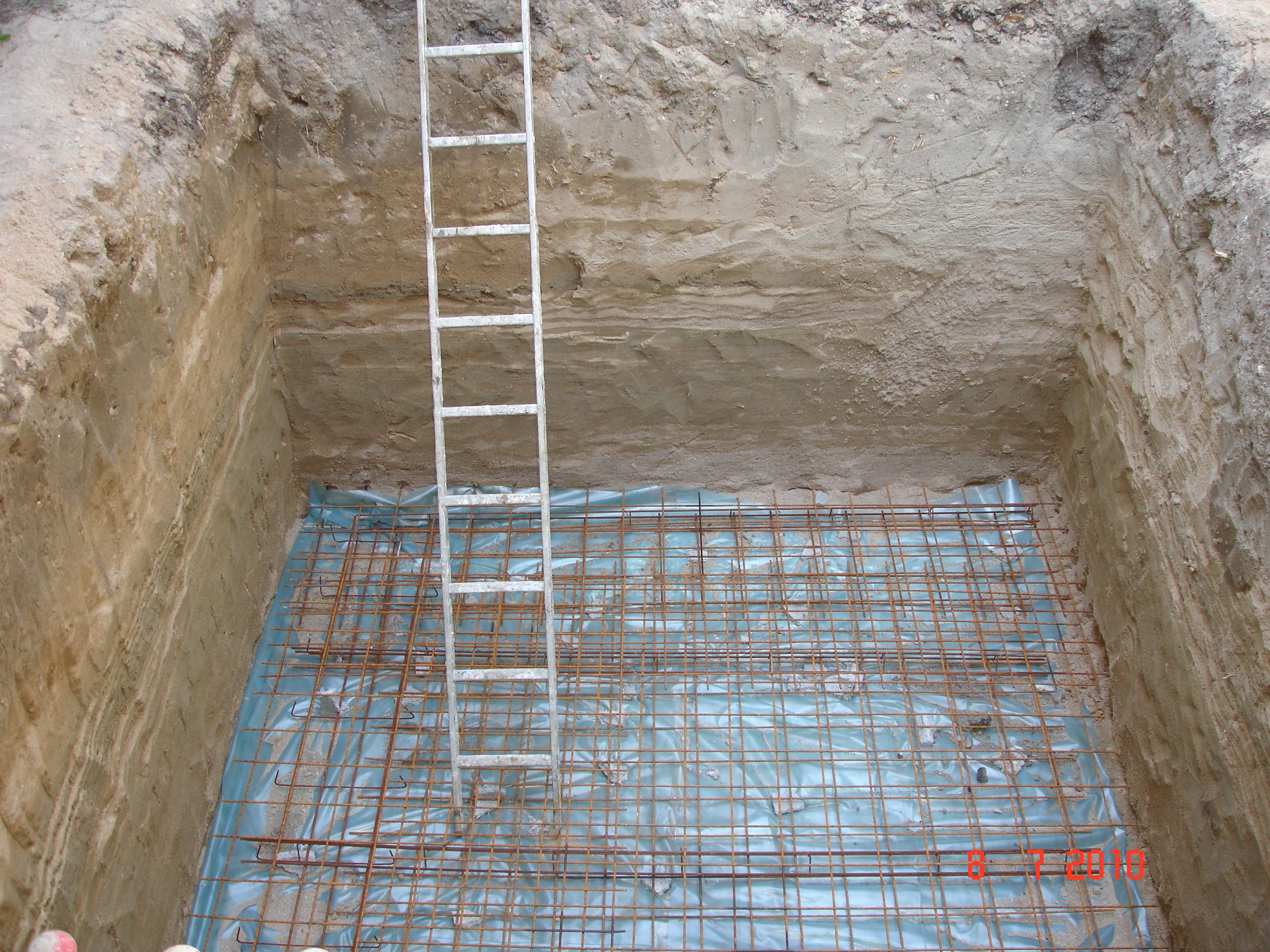
Les aciers sont positionnés et espacés du sol par des cales.
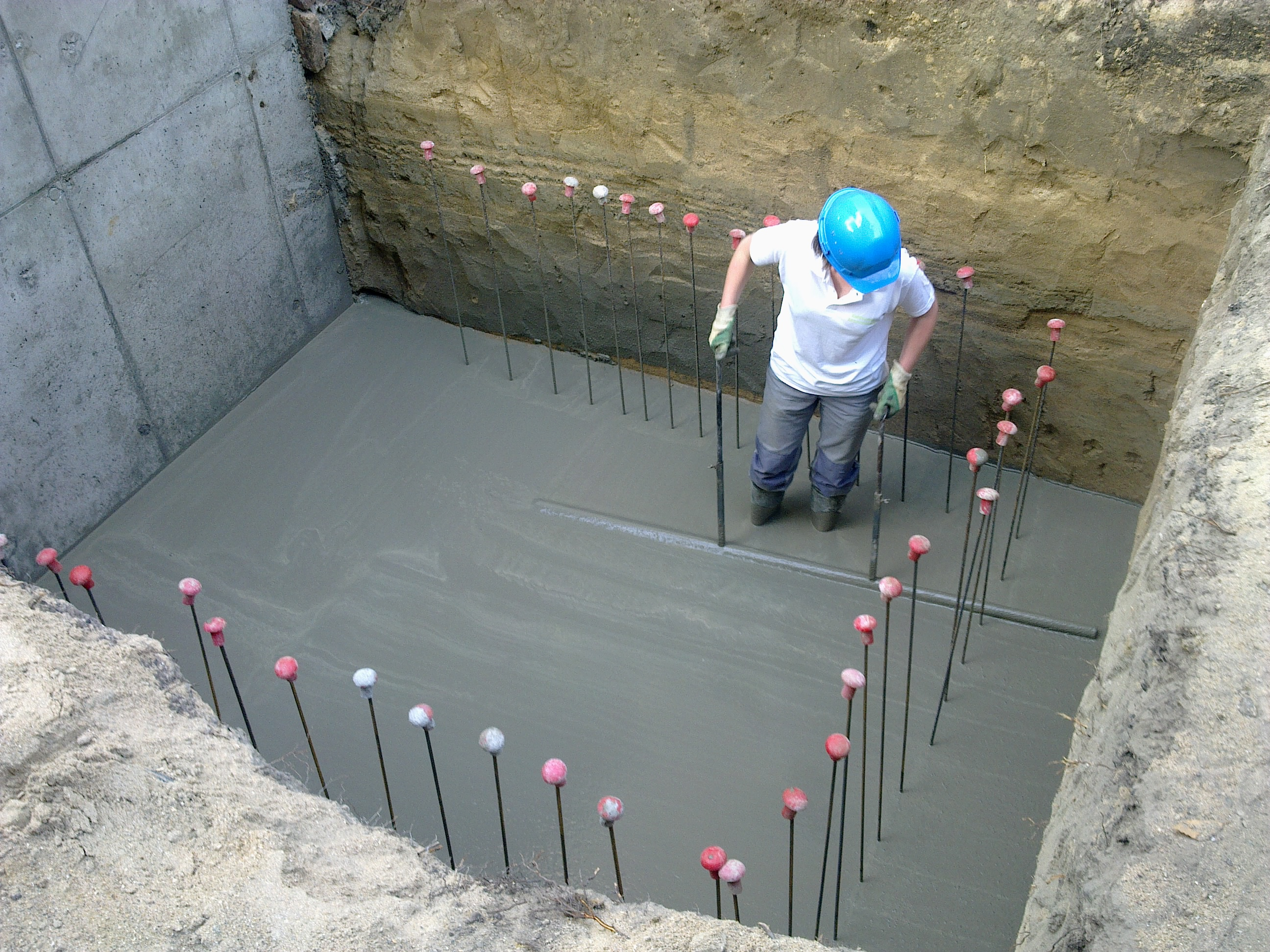
L'ouvrier tire la dalle à l'aide d'une barre pour béton auto-nivelant.

## Constructions navales

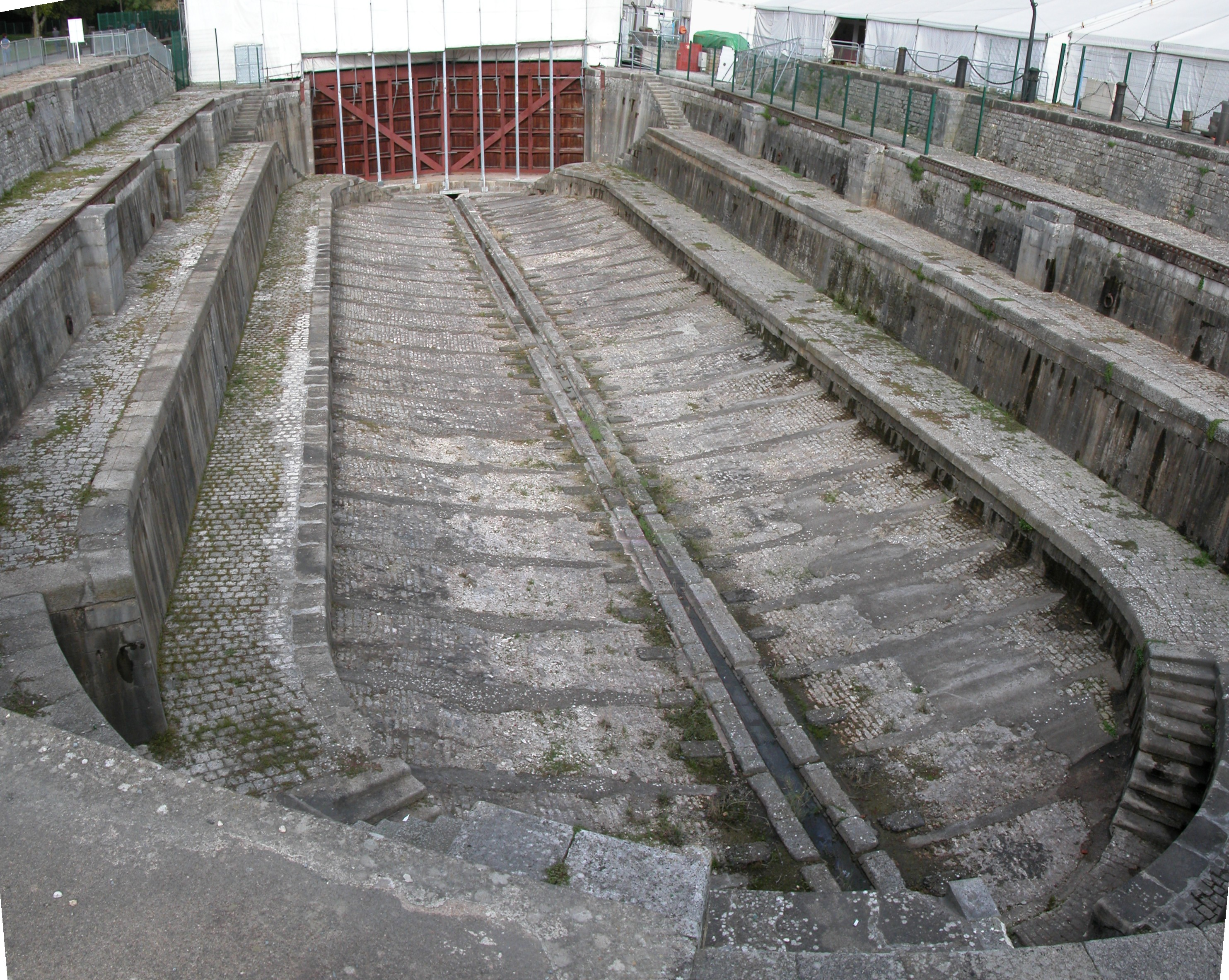
forme de radoub du XIXe siècle - Rochefort (Charente-Maritime, France)

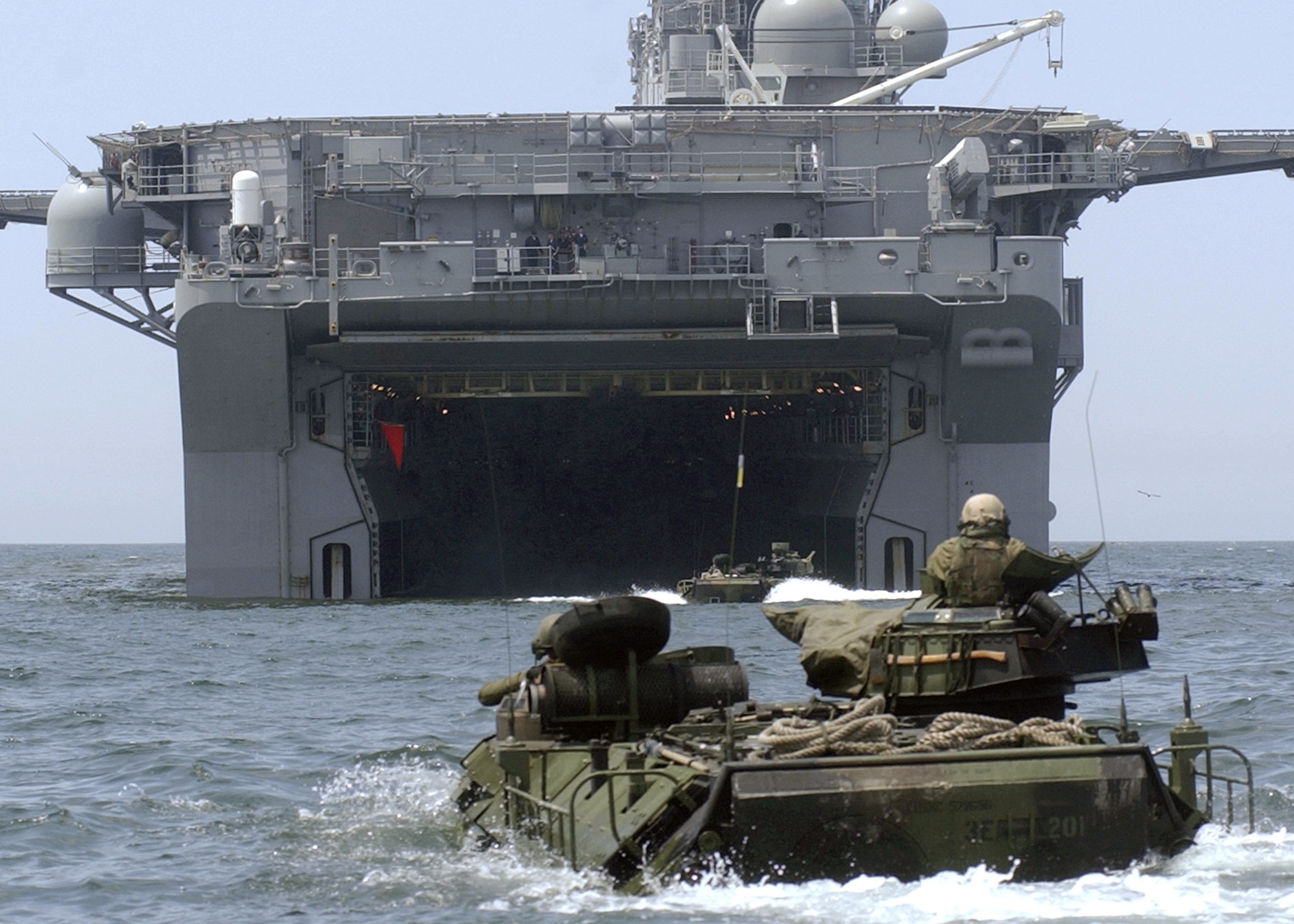
Un véhicule amphibie AAV-7 enradiant le radier inondable de l'USS Bonhomme Richard.

- Dans la construction navale, le radier fait partie des radoubs et forme la base des bassins pour la réparation des navires (cale sèche). Certains radiers présentent des paliers qui servent à l’appui des tins lors du carénage des navires.

- Dans la marine militaire, les navires servant aux débarquements ont un radier immergeable/radier inondable qui permet la sortie d’engins amphibies ou de vedettes d’intervention. Sur le navire de la Marine nationale française le Foudre, la mise à terre s'effectue au moyen de chalands de débarquement transportés dans un bassin intérieur appelé « radier ».